# إدموند بايك غريفز
إدموند بايك غريفز (بالإنجليزية: Edmund Pike Graves) هو طيار مقاتل وضابط أمريكي، ولد في 13 مارس 1891 في نيوبوريبورت في الولايات المتحدة، وتوفي في 22 نوفمبر 1919 في لفيف في أوكرانيا.